# Huaqueo

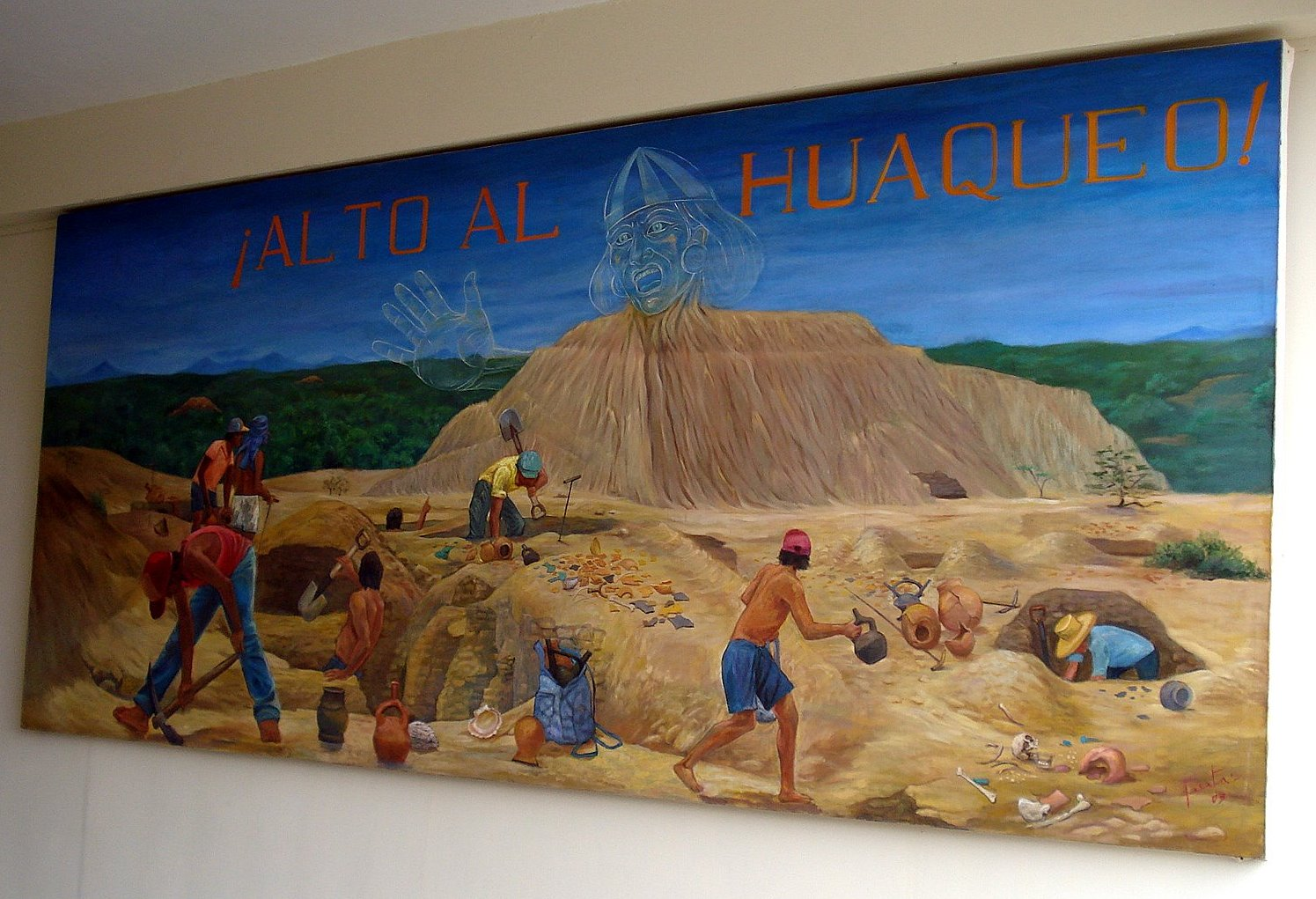
¡Alto al huaqueo! (mural en el Museo Brüning)

Huaqueo (de huaca) o guaqueo (de guaca) se denomina a la acción de la búsqueda de tesoros en las guacas de una forma ilegal y al margen de cualquier estudio arqueológico. Es el saqueo de un yacimiento arqueológico, el término es utilizado en Argentina, Bolivia, Chile, Colombia, Ecuador y Perú, y otros países con patrimonio cultural andino.

## Denominación
La palabra “huaca”, waka en idioma quechua, tiene el significado de un lugar sagrado, un templo. Sin embargo, en la actualidad define a aquellos sitios arqueológicos donde se encuentran restos de tumbas preincaicas o incaicas.
De “huaca” se ha derivado el verbo huaquear, que significa saquear el contenido de los restos arqueológicos por personas inescrupulosas dedicadas al comercio ilícito de bienes culturales, huacos entre otros.
También podría provenir de la palabra huaco, nombre que en el Perú se le da a la cerámica prehispánica; y es precisamente lo que caracterizaba a estos individuos, traficaban ilegalmente con huacos prehispánicos principalmente.
Huaquear significa impedir para siempre rastrear un pasado, una identidad y una memoria cultural que son necesarias para conocer y comprender las diferencias culturales y para revelar los secretos del pasado.

## Huaqueros o guaqueros
Se conoce como guaquero o huaquero, en Colombia, a la persona que busca los entierros indígenas, también llamados guacas o huacas, para beneficiarse económicamente de sus hallazgos. Usualmente, sus métodos de excavación son destructivos, impidiendo un estudio arqueológico posterior de la tumba saqueada.
La guaquería o huaquería ha dilapidado ampliamente los patrimonios históricos y culturales de los países en los que tiene lugar, generando un perjuicio general para la sociedad.
El guaquero o huaquero basa sus búsquedas en métodos arcaicos y, a veces, metafísicos. El huaquero tradicional de América Latina, es una persona que utiliza sus intuiciones, y al estilo de los chamanes, pone al servicio de la búsqueda de entierros sus pretendidos conocimientos de la vida de los espíritus. Muchos de ellos carecen de conocimientos académicos e históricos, pero con sus condiciones personales y usando métodos como los detectores de metales, el péndulo de radiestesia, las varas de helecho, etc., dicen llegar con precisión a los objetivos por ellos seleccionados.
Una de las mayores ambiciones de un huaquero es dar con la tumba de una chichera, quien en vida, por su oficio y función social, recibía numerosos regalos, mismos con los que era enterrada. Tal hallazgo promete, pues, encontrar numerosos objetos de valor.

## Pérdidas por huaqueo
Según los entendidos, anualmente son extraídas ilícitamente y traficadas fuera del Perú unas veinte mil piezas arqueológicas por año, lo que conlleva un constante peligro para la preservación del patrimonio cultural. La ley señala que los bienes culturales no descubiertos, integran el Patrimonio Cultural de la Nación, y los que fueran descubiertos en predios de propiedad privada, son propiedad del Estado, pues se busca proteger el pasado común de todos los peruanos.[cita requerida] La práctica se halla muy extendida y piezas arqueológicas han sido reclamadas en lugares como Argentina y Estados Unidos. En 2004 el Gobierno incautó 50 000 piezas ilegalmente comercializadas de las cuales 20 000 eran peruanas.
En Bolivia los huaqueros son parte de una extensa cadena de tráfico de bienes culturales requeridos por coleccionistas de todo el mundo y que involucra a exfuncionarios y empleados de espacios culturales.
Otras denominaciones de este tipo de actividades de saqueo de restos arqueológicos son: en Grecia tymborychoi, en Italia los tombaroli, en la India se los llama idol-runners, y en Guatemala y México esteleros.